# Rainbow Over Broadway
Pour plus de détails, voir Fiche technique et Distribution.
Rainbow Over Broadway est un film américain réalisé par Richard Thorpe, sorti en 1933.

## Synopsis
En voyage de la Californie à New York, le chef d'orchestre Don Hayes passe à Kansas City, sa ville natale, et y retrouve son ancienne petite amie Judy Chibbins. Judy invite Don à dîner. Mais chez les Chibbins, une querelle de famille couve entre les enfants du premier mariage de Timothy, Judy, Bob et Mickey, et leur belle-mère Trixie Valleron, une ancienne vedette de Broadway et sa fille Nellie...

## Fiche technique
- Titre original : Rainbow Over Broadway
- Réalisation : Richard Thorpe
- Scénario : Winifred Dunn
- Photographie : M.A. Anderson
- Son : Pete Clark
- Montage : Roland D. Reed
- Musique : Albert Von Tilzer (en)
- Production : George R. Batcheller
- Société de production : Chesterfield Motion Pictures Corporation
- Société de distribution : Chesterfield Motion Pictures Corporation
- Pays de production :  États-Unis
- Langue originale : anglais
- Format : noir et blanc — 35 mm — 1,37:1 — son Mono (RCA)
- Genre : Comédie et film musical
- Durée : 72 minutes
- Date de sortie :
  - États-Unis : 1er décembre 1933

## Distribution
- Joan Marsh : Judy Chibbins
- Frank Albertson : Don Hayes
- Lucien Littlefield : Timothy Chibbins
- Grace Hayes : Trixie Valleron
- Gladys Blake : Nellie Valleron
- Glen Boles : Mickey Chibbins
- Dell Henderson : Bowers
- Nat Carr : Sanfield
- Harry Myers : Berwiskey
- May Beatty : Queenie
- George Grandee : Bob

## Musique
- There Ain't No Substitute for Love, Look Up, Not Down, I Must Be in Love with Love : paroles d’Elizabeth Morgan, musique d’Albert Von Tilzer.
- Let's Go Places and Do Things : paroles de Harry MacPherson, musique d’Albert Von Tilzer.
- Dance My Blues Away : paroles de Neville Fleeson, musique d’Albert Von Tilzer.
- While I'm in the Mood : paroles de George Whiting, musique d’Albert Von Tilzer.